# Max Vrecer
Maximilian Vrecer (* 20. Mai 1951 in Graz; † 30. November 2010 in Wien) war ein österreichischer Filmgestalter.
Er schuf als 21-Jähriger 1972/1973 mit Axel Corti als erfahrenem Partner im Auftrag des Wiener Fremdenverkehrsverbandes den Werbefilm Wien: zum Beispiel ..., in dem Passanten auf Straßen in Rom, Paris, New York und Berlin ihre persönliche Beziehung zu Wien erklären. Der Film wurde 1974 bei der
Internationalen Tourismus-Börse Berlin (ITB) ausgezeichnet.
In der Folge war Vrecer auch für Produzenten im Ausland tätig und lebte zeitweise in Kalifornien. Seine Arbeiten wurden immer wieder ausgezeichnet.